# ان‌جی‌سی ۶۲۵
ان‌جی‌سی ۶۲۵ (انگلیسی: NGC 625) یک کهکشان مارپیچی میله‌ای در حدود ۱۲.۷ متر فاصله در صورت فلکی سیمرغ است. این کهکشان در ۲ سپتامبر ۱۸۲۶ میلادی توسط ستاره شناس اسکاتلندی، جیمز دانلوپ، کشف شد.